# Юрковка (Одесская область)
Юрковка (укр. Юрківка) — село, относится к Великомихайловскому району Одесской области Украины.
Население по переписи 2001 года составляло 77 человек. Почтовый индекс — 67143. Телефонный код — 4859. Занимает площадь 0,75 км². Код КОАТУУ — 5121687090.

## Местный совет
67143, Одесская обл., Великомихайловский р-н, с. Юрковка